# Afambo (woreda)
Afambo est l’un des 29 woredas de la région Afar, en Éthiopie, à l’ouest du lac Abbe.